# Gellért-hegyi oppidum
A Gellért-hegyi oppidum a Gellért-hegyen egykor létezett kelta (eraviszkusz) település. 

## Története

### Kelta korszak
A hegy kedvező fekvése miatt már az i. e. 4. századtól lakott terület volt, az oppidum a déli lejtőn állt. Maradványaira az 1930-as években végzett ásatások során bukkantak rá. Az oppidum a Gellért-hegy tetején, és a tabáni részén állt; nagy kiterjedésű, földből, kőből és agyagból épített, sánccal védett település volt. A sűrűn beépített város fejlett fazekassággal rendelkezett. A Citadella 1854-es építésekor annak tömbjét ráépítették az oppidum maradványaira, melyek így jórészt megsemmisültek.

### Római hódítás
A Római Birodalom terjeszkedése során egy négylépcsős stratégiát alkalmazott. Az első lépésben kereskedelmi kapcsolatokat épített ki, majd szerződéseket kötött a helyi törzsfőkkel és írástudókkal. A harmadik lépésben laza katonai ellenőrzést vezetett be, míg a negyedikben épült ki az új határvonal, a limes, erődökkel és állandó tartózkodásra alkalmas katonai táborokkal. Ez a folyamat akár 50 évig is eltarthatott. Eredményeképpen a helyi lakosság megtanult latinul, bekapcsolódott nem csupán a kereskedelembe, de megtanulta az iparcikkek készítését is, és átvett több egyszerűbb római találmányt is.
A Dunántúlon több törzs is élt ekkor, egymással többnyire ellenséges viszonyban. A legfontosabb ezek közül az illírek, a kelták és a pannonok. Az ilyen törzsi területeket a rómaiak civitasnak hívták, de ezek nem mindig fedték le teljesen a törzsi területeket.
A Duna mentén a római megszállási stratégia első három lépésére már az i. e. 1. század utolsó évtizedei és az 1. század első évtizedeiben sor került: kiépültek a kereskedelmi kapcsolatok, szerződéses viszonyok létesültek és katonai felügyelet is volt. Ezt bizonyítja a helyi pénzverés, és az a tény, hogy az oppidum egyik raktárában felhalmozott, helyben gyártott, de exportra szánt kerámiaárut találtak, aminek az az érdekessége, hogy még kiégetés előtt Victoria istennőt ábrázoló gyűrűkővel, azaz gemmával bélyegezték meg. A gemma mását az itáliai Capuában vélték felismerni a kutatók. A gemmalenyomat díszítőelemként való használata az 1. században Közép- és Észak-Itáliában volt divatos.
Több pénzlelet is előkerült. A mai Szent Gellért tér 3. számú szecessziós ház építésekor a 19. század végén több száz római éremből álló kincset találtak. A pénz köztársaság kori és Augustus császártól származó volt, és valamikor 20 körül rejthette el a tulajdonosa. A kincs helyben vert kelta és eraviszkusz érméket is tartalmazott. A Gellért-hegyi oppidum pénzverdéjében római mintára készültek az ezüstdénárok, amin a törzs nevét RAVIS vagy ERAVIS formában jelölték. A műhely Tiberius után (37) már nem működött.

### A település vége
Miután a rómaiak meghódították őket, a lakosok elhagyták az oppidumot, és Aquincumban telepedtek le, de a hegy a 3. századig biztosan megmaradt szakrális központjuknak, itt állt főistenük, Iuppiter Teutanus szentélye. A lakók, miután átköltöztek Aquincumba is megőriztek valamennyit eraviszkusz hagyományaikból, a rómaiak egy katonai parancsnok felügyelete alá helyezték, és a törzsi területüknek többé-kevésbé megfelelő közigazgatási egységbe szervezték őket (civitas Eraviscorum). Később saját tisztviselőket is választhattak, majd még később római polgárjogot is kaptak.